# طاهره چنگیز
طاهره چنگیز پزشک، استاد تمام، کارشناسی ارشد آموزش پزشکی و دکتری تخصصی فارماکولوژی در دانشگاه علوم پزشکی اصفهان است. او از سال ۱۳۹۶ تا سال ۱۴۰۰ ریاست دانشگاه علوم پزشکی اصفهان را برعهده داشت. او پیشتر معاون آموزشی این دانشگاه بود.
چنگیز همچنین دبیر کمیسیون ملی اعتباربخشی، دبیر شورای آموزش پزشکی عمومی وزارت بهداشت و مشاور مرکز ملی تحقیقات آموزش پزشکی است. 

## انتصاب
در سال ۱۳۹۶ سید حسن قاضی زاده هاشمی در اولین حکم صادره به عنوان وزیر بهداشت دولت دوازدهم، دکتر طاهره چنگیز را به عنوان سرپرست دانشگاه علوم پزشکی اصفهان منصوب کرد. 
انتصاب وی به عنوان انتصاب اولین مدیر ارشد زن در وزارت بهداشت دولت دوازدهم شناخته میشود.